# Maurice Chollet
Maurice Joseph Chollet (ur. 23 grudnia 1927 w Lozannie, zm. 22 lutego 2017 tamże) – szwajcarski koszykarz, uczestnik Letnich Igrzysk Olimpijskich 1948 i 1952. 
Na igrzyskach w Londynie, (gdzie jego reprezentacja zajęła 21. miejsce) zdobył 18 punktów, a także zanotował siedem fauli. Na następnej olimpiadzie w Helsinkach, Szwajcaria zajęła 20. lokatę. Na tej imprezie zdobył trzy punkty, przy tym notując dwa faule.